# Conde de Aranda

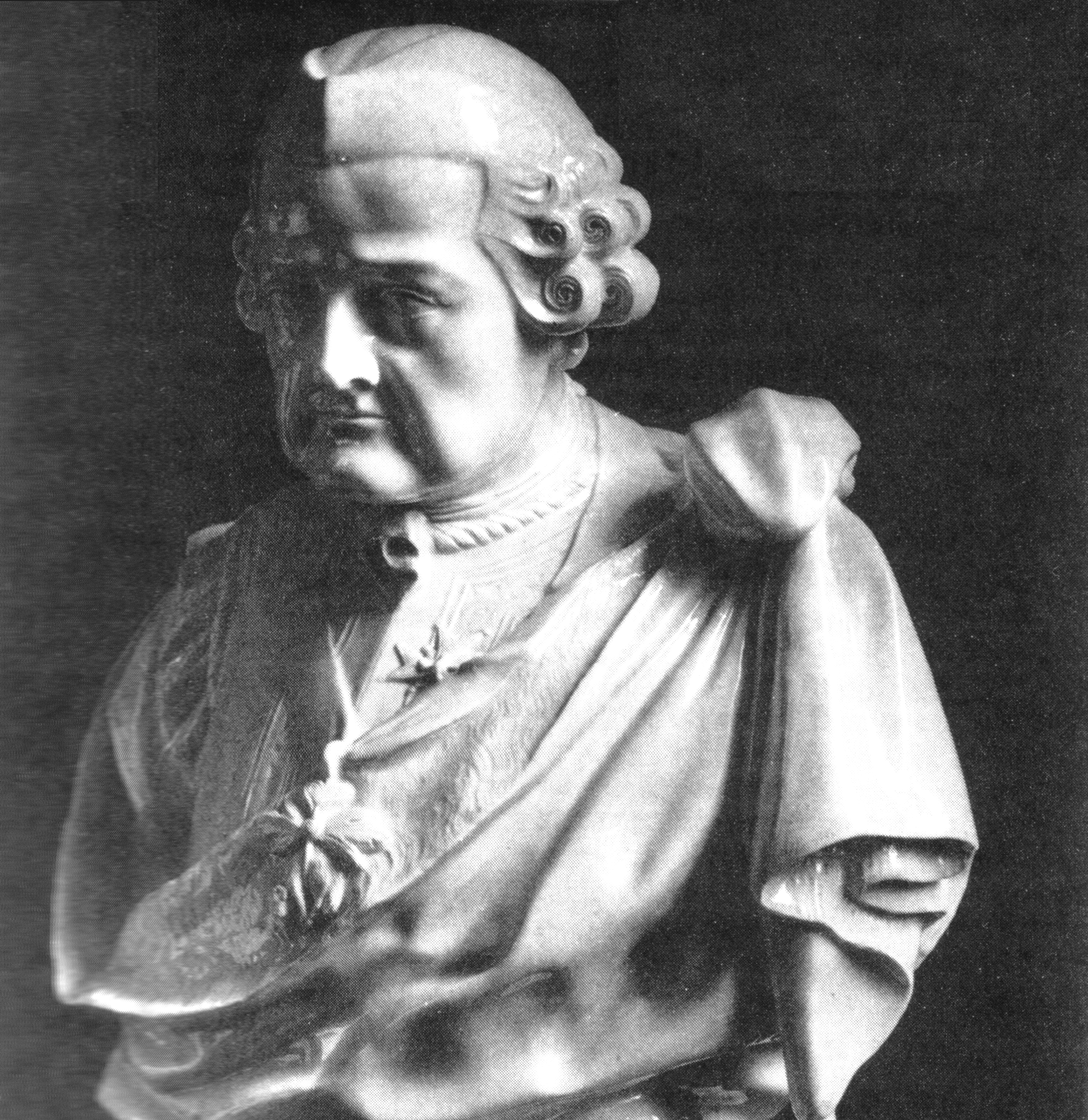
Busto do conde de Aranda.

Conde de Aranda é um título nobiliárquico espanhol, concedido em 1488 por Fernando I de Aragão a Lope Ximénez de Urrea, casado com Catalina de Híjar. Em 1626, Filipe IV de Espanha adicionava a este título condal a dignidade de Grande de Espanha, na pessoa de Dom Antonio Ximénez de Urrea, seu quinto titular. Ao falecer este último sem sucessão, o título passou a Pedro Pablo Fernández de Heredia y Ximénez de Urrea. O seu mais célebre titular foi o décimo conde, Pedro Pablo Abarca de Bolea. É actual representante deste título histórico a Duquesa de Alba, Dona Cayetana Fitz-James Stuart.